# Redbourn
Redbourn è un paese di 6 000 abitanti della contea dell'Hertfordshire, in Inghilterra.